# Köln (1928)
Pour les articles homonymes, voir Koln (homonymie).
Le Köln est l'un des trois croiseurs légers de classe Königsberg de la Kriegsmarine (avec le Königsberg et le Karlsruhe).

## Histoire

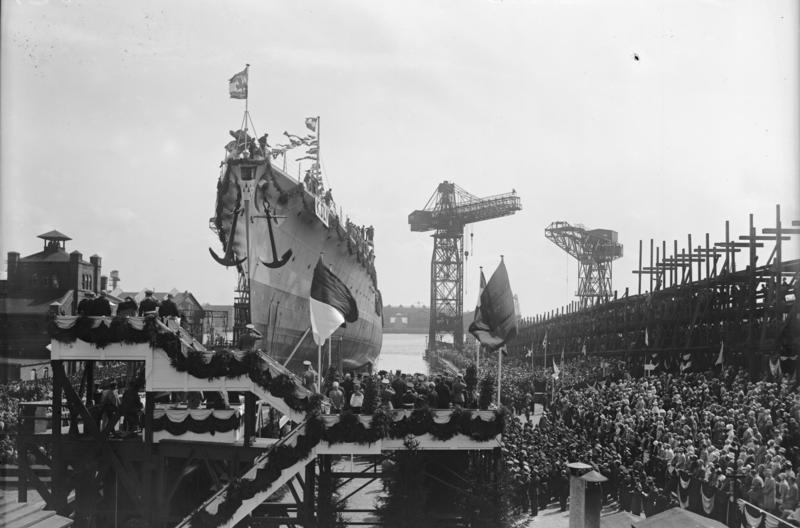
Baptême du Köln.

Le lancement du troisième et dernier bâtiment de classe Königsberg a lieu le 23 mai 1928 au chantier naval Kriegsmarinewerft à Wilhelmshaven, en présence du maire de Cologne Konrad Adenauer, du ministre de la Défense Wilhelm Groener et de l'amiral Hans Zenker.
Du 8 décembre 1932 au 12 décembre 1933, il sert de navire d'instruction pour les officiers. Il va de Wilhelmshaven jusqu'en Espagne, via la mer du Nord et le golfe de Gascogne. Après il va en mer Méditerranée et fait escale en Italie et en Égypte. Il prend le canal de Suez pour se rendre dans la mer Rouge et l'océan Indien. Le 2 mars 1933, il entame un trajet entre Sabang et Fremantle. Il fait escale ensuite à Sydney, Hobart, Rabaul, Guam, s'arrête au Japon et en Chine, part à Florès puis au Sri Lanka. Il revient au canal de Suez, fait le chemin inverse jusqu'à Wilhelmshaven.

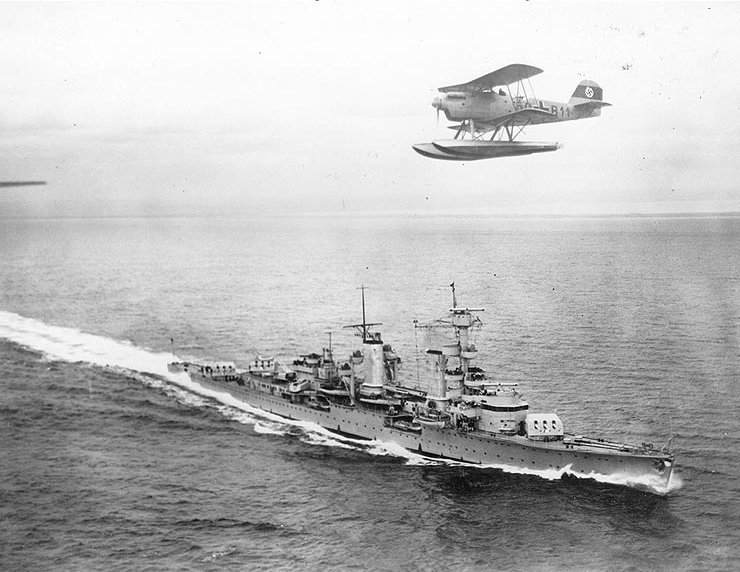
Le Köln et un Heinkel He 60.

Durant la guerre d'Espagne, le Köln patrouille au large de la mer Méditerranée.
Lors de la Seconde Guerre mondiale, il sert en mer Baltique dans le cadre de l'opération Weserübung. Ensuite il devient mouilleur de mines dans la mer du Nord. En 1939, il est utilisé pour les essais d'atterrissage du Flettner Fl 265 (de). Après une attaque de sous-marin, le Köln et le croiseur lourd Admiral Hipper sont gravement endommagés et sont mis hors service. Il reprend le service en mars 1944 en tant que navire-école.
Le 12 décembre 1944, il est lourdement endommagé lors d'un bombardement, puis emmené en réparation à Wilhelmshaven. Il est de nouveau atteint dans le chantier naval par cinq bombes et est mis hors service le 31 mars 1945. Seules les deux tourelles à l'arrière sont encore capables de tirer et peuvent donc être utilisées contre l'avance britannique. Le navire est ensuite coulé.

## Commandement
| 15 janvier 1930 au 27 septembre 1932 | Fregattenkapitän / ''Kapitän zur See'' Ludwig von Schröder |
| 28 septembre 1932 au 19 mars 1934    | Fregattenkapitän / Kapitän zur See Otto Schniewind         |
| 20 mars 1934 au 30 septembre 1935    | Fregattenkapitän / Kapitän zur See Werner Fuchs            |
| 1er octobre 1935 au 15 octobre 1937  | Fregattenkapitän / Kapitän zur See Otto Backenköhler       |
| 16 octobre 1937 au 14 janvier 1940   | Kapitän zur See Theodor Burchardi                          |
| 15 janvier 1940 au 28 mai 1941       | Kapitän zur See Ernst Kratzenberg                          |
| 29 mai 1941 au 28 mars 1942          | Kapitän zur See Friedrich Hüffmeier                        |
| 29 mars au 24 mai 1942               | Korvettenkapitän Hellmuth Strobel                          |
| 25 mai au 12 décembre 1942           | Kapitän zur See Martin Baltzer (de)                        |
| 13 décembre 1942 au 17 février 1943  | Kapitän zur See Hans Karl Meyer                            |
| 1er avril 1944 à janvier 1945        | Fregattenkapitän / Kapitän zur See Hellmuth Strobel        |
| Janvier à avril 1945                 | Korvettenkapitän Fritz-Henning Brande                      |